# Wereldkampioenschappen veldrijden - Jongens junioren
De categorie jongens junioren staat sedert 1979 op het programma van de wereldkampioenschappen veldrijden.

## Medaillewinnaars
| Jaar | Plaats              | Goud                               | Zilver                             | Brons                              |
| 2027 | Oostende            |                                    |                                    |                                    |
| 2026 | Hulst               |                                    |                                    |                                    |
| 2025 | Liévin              | Mattia Agostinacchio               | Soren Bruyère Joumard              | Filippo Grigolini                  |
| 2024 | Tábor               | Stefano Viezzi                     | Keije Solen                        | Kryštof Bažant                     |
| 2023 | Hoogerheide         | Léo Bisiaux                        | Senna Remijn                       | Yordi Corsus                       |
| 2022 | Fayetteville        | Jan Christen                       | Aaron Dockx                        | Nathan Smith                       |
| 2021 | Oostende            | Afgelast vanwege de coronapandemie | Afgelast vanwege de coronapandemie | Afgelast vanwege de coronapandemie |
| 2020 | Dübendorf           | Thibau Nys                         | Lennert Belmans                    | Emiel Verstrynge                   |
| 2019 | Bogense             | Ben Tulett                         | Witse Meeussen                     | Ryan Cortjens                      |
| 2018 | Valkenburg          | Ben Tulett                         | Tomáš Kopecký                      | Ryan Kamp                          |
| 2017 | Belvaux             | Tom Pidcock                        | Daniel Tulett                      | Ben Turner                         |
| 2016 | Zolder              | Jens Dekker                        | Mickaël Crispin                    | Thomas Bonnet                      |
| 2015 | Tábor               | Simon Andreassen                   | Eli Iserbyt                        | Max Gulickx                        |
| 2014 | Hoogerheide         | Thijs Aerts                        | Yannick Peeters                    | Jelle Schuermans                   |
| 2013 | Louisville          | Mathieu van der Poel               | Martijn Budding                    | Adam Ťoupalík                      |
| 2012 | Koksijde            | Mathieu van der Poel               | Wout van Aert                      | Quentin Jauregui                   |
| 2011 | St. Wendel          | Clément Venturini                  | Fabien Doubey                      | Loïc Doubey                        |
| 2010 | Tábor               | Tomáš Paprstka                     | Julian Alaphilippe                 | Emiel Dolfsma                      |
| 2009 | Hoogerheide         | Tijmen Eising                      | Corné van Kessel                   | Alexandre Billon                   |
| 2008 | Treviso             | Arnaud Jouffroy                    | Peter Sagan                        | Lubomír Petruš                     |
| 2007 | Hooglede-Gits       | Joeri Adams                        | Daniel Summerhill                  | Jiří Polnický                      |
| 2006 | Zeddam              | Boy van Poppel                     | Róbert Gavenda                     | Tom Meeusen                        |
| 2005 | St. Wendel          | Davide Malacarne                   | Julien Taramarcaz                  | Christoph Pfingsten                |
| 2004 | Pontchâteau         | Niels Albert                       | Roman Kreuziger                    | Clément Lhotellerie                |
| 2003 | Monopoli            | Lars Boom                          | Eddy van IJzendoorn                | Zdeněk Štybar                      |
| 2002 | Zolder              | Kevin Pauwels                      | Krzysztof Kuzniak                  | Zdeněk Štybar                      |
| 2001 | Tábor               | Martin Bína                        | Radomír Šimůnek                    | Jan Kunta                          |
| 2000 | Sint-Michielsgestel | Bart Aernouts                      | Walker Ferguson                    | David Kášek                        |
| 1999 | Poprad              | Matthew Kelly                      | Sven Vanthourenhout                | Thijs Verhagen                     |
| 1998 | Middelfart          | Michael Baumgartner                | Stefano Toffoletti                 | Davy Commeyne                      |
| 1997 | München             | David Rusch                        | Stefano Toffoletti                 | Steffen Weigold                    |
| 1996 | Montreuil           | Roman Peter                        | Gaizka Lejarreta Martin            | Gregory Lapalud                    |
| 1995 | Eschenbach          | Zdeněk Mlynář                      | Guillaume Benoist                  | Stefan Bünter                      |
| 1994 | Koksijde            | Gretienus Gommers                  | Kamil Ausbuher                     | Ben Berden                         |
| 1993 | Corva               | Kamil Ausbuher                     | Jaromír Friede                     | Miguel Martinez                    |
| 1992 | Leeds               | Roger Hammond                      | Vojtěch Bachleda                   | Jan Faltýnek                       |
| 1991 | Gieten              | Ondřej Lukeš                       | Jiří Pospíšil                      | Dariusz Gil                        |
| 1990 | Getxo               | Erik Boezewinkel                   | Jérôme Chiotti                     | Niels van der Steen                |
| 1989 | Pontchâteau         | Richard Groenendaal                | Emmanuel Magnien                   | Christian Bertotti                 |
| 1988 | Hägendorf           | Thomas Frischknecht                | Maik Müller                        | Daniel Rech                        |
| 1987 | Mladá Boleslav      | Marc Janssens                      | Ralph Berner                       | Tomas Port                         |
| 1986 | Lembeek             | Stuart Marshall                    | Beat Brechbühl                     | Wim de Vos                         |
| 1985 | München             | Beat Wabel                         | Jürgen Sprich                      | Wim de Vos                         |
| 1984 | Oss                 | Ondrej Glajza                      | Robert Dane                        | Richard Koberna                    |
| 1983 | Birmingham          | Roman Kreuziger                    | Martin Hendriks                    | Petr Hric                          |
| 1982 | Lanarvily           | Beat Schumacher                    | Erwin Nijboer                      | Radovan Fořt                       |
| 1981 | Tolosa              | Rigobert Matt                      | Miloslav Kvasnička                 | Konrad Morf                        |
| 1980 | Wetzikon            | Radomír Šimůnek                    | Jokin Mujika                       | Bernhard Woodtli                   |
| 1979 | Saccolongo          | Iñaki Vijandi                      | Bart Musschoot                     | Heinz Matschke                     |

## Medaillespiegel
| Plaats | Land                | Goud | Zilver | Brons | Totaal |
| ------ | ------------------- | ---- | ------ | ----- | ------ |
| 1      | Nederland           | 9    | 7      | 7     | 23     |
| 2      | België              | 7    | 8      | 7     | 22     |
| 3      | Zwitserland         | 7    | 2      | 3     | 12     |
| 4      | Verenigd Koninkrijk | 5    | 2      | 2     | 9      |
| 5      | Tsjechië            | 4    | 5      | 8     | 17     |
| 6      | Tsjecho-Slowakije   | 4    | 3      | 6     | 13     |
| 7      | Frankrijk           | 3    | 7      | 7     | 17     |
| 8      | Italië              | 3    | 2      | 2     | 7      |
| 9      | Duitsland           | 1    | 3      | 3     | 7      |
| 10     | Spanje              | 1    | 2      | 0     | 3      |
| 10     | Verenigde Staten    | 1    | 2      | 0     | 3      |
| 12     | Denemarken          | 1    | 0      | 0     | 1      |
| 13     | Slowakije           | 0    | 2      | 0     | 2      |
| 14     | Polen               | 0    | 1      | 1     | 2      |
| Totaal | Totaal              | 46   | 46     | 46    | 138    |

| Plaats | Naam                 | Goud | Zilver | Brons | Totaal |            |
| ------ | -------------------- | ---- | ------ | ----- | ------ | ---------- |
| 1      | Mathieu van der Poel | 2    | 0      | 0     | 2      | 2012, 2013 |
| 1      | Ben Tulett           | 2    | 0      | 0     | 2      | 2018, 2019 |
| 3      | Kamil Ausbuher       | 1    | 1      | 0     | 2      | 1993       |

Bijgewerkt op 4 februari 2024.
1979 · 
1980 · 
1981 · 
1982 · 
1983 · 
1984 · 
1985 · 
1986 · 
1987 · 
1988 · 
1989 · 
1990 · 
1991 · 
1992 · 
1993 · 
1994 · 
1995 · 
1996 · 
1997 · 
1998 · 
1999 · 
2000 · 
2001 · 
2002 · 
2003 · 
2004 · 
2005 · 
2006 · 
2007 · 
2008 · 
2009 · 
2010 · 
2011 · 
2012 · 
2013 · 
2014 · 
2015 · 
2016 · 
2017 · 
2018 · 
2019 ·
2020 ·
2021 ·
2022 ·
2023 ·
2024 ·
2025
1950 · 
1951 · 
1952 · 
1953 · 
1954 · 
1955 · 
1956 · 
1957 · 
1958 · 
1959 · 
1960 · 
1961 · 
1962 · 
1963 · 
1964 · 
1965 · 
1966 · 
1967 · 
1968 · 
1969 · 
1970 · 
1971 · 
1972 · 
1973 · 
1974 · 
1975 · 
1976 · 
1977 · 
1978 · 
1979 · 
1980 · 
1981 · 
1982 · 
1983 · 
1984 · 
1985 · 
1986 · 
1987 · 
1988 · 
1989 · 
1990 · 
1991 · 
1992 · 
1993 · 
1994 · 
1995 · 
1996 · 
1997 · 
1998 · 
1999 · 
2000 · 
2001 · 
2002 · 
2003 · 
2004 · 
2005 · 
2006 · 
2007 · 
2008 · 
2009 · 
2010 · 
2011 · 
2012 · 
2013 · 
2014 · 
2015 · 
2016 · 
2017 · 
2018 · 
2019 ·
2020 ·
2021 ·
2022 ·
2023 ·
2024 ·
2025

Categorieën

Mannen elite · 
vrouwen elite · 
mannen beloften · 
vrouwen beloften · 
jongens junioren · 
meisjes junioren · 
gemengde estafette

Voormalig:
mannen amateurs